# Định Công (xã)
Định Công là một xã thuộc huyện Yên Định, tỉnh Thanh Hóa, Việt Nam.

## Địa lý
Xã Định Công nằm ở cực Đông của huyện Yên Định, cách trung tâm huyện 13 km về phía đông nam, cách thành phố Thanh Hóa 32 km, có vị trí địa lý:
- Phía đông giáp huyện Hoằng Hóa và huyện Thiệu Hoá
- Phía tây giáp giáp xã Định Tiến
- Phía nam giáp xã Định Thành
- Phía bắc giáp huyện Vĩnh Lộc và huyện Hà Trung.

Xã Định Công có diện tích 6,53 km², dân số năm 2019 là 4.003 người, mật độ dân số đạt 613 người/km².
Đây là địa phương có tuyến Đường cao tốc Mai Sơn – Quốc lộ 45 đi qua.

## Hành chính
Xã Định Công được chia thành 4 thôn: Cẩm Trướng 1, Cẩm Trướng 2, Phú Khang, Quan Yên.